# KTX (ブランド)
KTX（ケーティーエックス）は、株式会社ケンテックスジャパンの製造する日本製の腕時計ブランド。

## コンセプト
「日本の現代アートと先端技術の融合」をコンセプトにしており、シンプルながらも特徴的な球面ダイアルが目を引く。
ケースのタイプやカラーバリエーションも豊富に揃えられている。